# Gravatar

Page d'accueil du site Gravatar

Gravatar (abréviation de globally recognized avatar) est un service de centralisation d'avatar créé par Tom Preston-Werner.

## Fonctionnement
Sur Gravatar, les utilisateurs peuvent se créer un compte basé sur leur adresse e-mail, et envoyer un avatar qui sera associé à ce compte. Un plug-in Gravatar est disponible sur la plupart des moteurs de blog connus ; quand un visiteur souhaite poster un commentaire sur un blog qui demande une adresse e-mail, le serveur va interroger Gravatar sur l'existence d'un avatar associée à cette adresse.  Si c'est le cas, il sera placé à côté du commentaire posté.  Gravatar est supporté nativement dans WordPress depuis la version 2.5  et dans l'application web de gestion de projet Redmine  depuis la version 0.8 (2008-12-07).  Gravatar peut aussi être utilisé avec les CMS Drupal et SPIP grâce à une extension .
Un avatar peut avoir des dimensions allant jusqu'à 512 pixels, il est toujours carré, et fait 80 pixels de côté par défaut. Si la taille de l'avatar envoyé est plus grande ou plus petite, celui-ci est automatiquement redimensionné. Chaque avatar possède aussi une classification particulière, du même type que celle du MPAA, ce qui permet aux webmasters de garder le contrôle sur leur site internet.
Les webmasters peuvent aussi choisir d'afficher une image spéciale si aucun compte Gravatar n'est trouvé pour son visiteur.
Pour éviter le spam, les adresses e-mail sont hachées avec la fonction de hachage MD5. Cela empêche les robots de récupérer les adresses. Cependant, il a été démontré que Gravatar est vulnérable aux attaques par dictionnaire et aux approches par tables arc-en-ciel.

## Histoire
Pendant un moment, Gravatar n'a plus été maintenu. La mise en place d'une nouvelle version du service a pris beaucoup de temps à son créateur. De plus, victime de son succès, de plus en plus de bande passante est nécessaire pour maintenir le service. Le 15 février 2007, "Gravatar 2.0" est lancé. Outre une amélioration du script serveur, les utilisateurs ont pu remarquer d'autres améliorations, notamment la possibilité de redimensionner et d'utiliser une image déjà hébergée sur l'internet. Le support de deux avatars par compte a été ajouté, entre lesquels les utilisateurs peuvent facilement basculer. "Gravatar Premium" a aussi vu le jour, permettant l'ajout d'un nombre illimité d'adresses e-mail par compte.
Le 11 juin 2007, Tom Preston-Werner a déclaré que 32 000 nouveaux utilisateurs se sont inscrits depuis le lancement de Gravatar 2.0.
Le 18 octobre 2007, Automattic rachète Gravatar. La société rendit alors tous les services payants gratuits, améliora le temps de réponse du serveur, et remboursa les utilisateurs ayant récemment payé pour ces services.
Matt Mullenweg a déclaré lors du Big Web Show le 2 décembre 2010 que Gravatar servait environ 20 milliards d'images par jour.

## Adoption
Parmi les sites qui utilisent Gravatar, on peut citer : CPAN, WordPress, Stack Overflow, Ohloh, OSNews, Wakoopa, GitHub, FAIL Blog, Transformice, WaniKani, Codecademy, Atlassian, New Relic, Dolibarr.